# Dux Valeriae ripensis
El dux Valeriae ripensis o, simplemente, dux Valeriae fue un cargo militar usado en el Imperio romano de Occidente en el siglo IV. Designaba a la persona que comandaba las fuerzas limitanei situadas en la provincia de Panonia Valeria, en el noreste de la diócesis de Panonia junto al tramo fronterizo del medio Danubio.

## Descripción y funciones
El cargo se creó en el siglo IV a consecuencia de la reorganización estratégica del ejército emprendida por Constantino I mediante la que se dividió el ejército en dos grandes bloques: una parte estacionada de manera permanente en las fronteras cuyas unidades —los limitanei— eran comandadas por duces y otra de carácter móvil  —los comitatenses—que apoyaban a los primeros en caso de invasión o se enfrentaba a los invasores si estos conseguían rebasar las fronteras y penetrar en el imperio.
El área fronteriza al cargo del dux Valeriae era un tramo del medio Danubio que iba desde la desembocadura de su afluente el Raba, en Arrabona (la actual Győr), hasta Ad Militare (la actual Batina) cerca de donde desembocaba el río Drava.
El dux junto a sus tropas quedó en la parte del ejército que correspondió a Constante I en la partición del imperio que acordaron los hijos de Constantino en 337. Junto al resto de tropas de Panonia, se unieron a Vetranión en 350 para rechazar la usurpación de Magnencio y en 351 participaron del lado de Constancio II en la sangrienta batalla de Mursa Major. Algunos años después —en 357— tanto cuados como sármatas atacaron la frontera e incursionaron dentro de Panonia. Constancio II se estableció en Sirmio y atravesó el río para atacarlos en su propio territorio hasta conseguir su sumisión.
En 361 se unieron a Juliano cuando este, tras proclamarse emperador, se dirigió a oriente para enfrentarse a Constancio II y en 374 volvieron a rechazar los ataques de los cuados, esta vez, con el apoyo del ejército móvil llegado desde la Galia al mando del emperador Valentiniano I.
Para el año 380, los godos que habían atravesado el Danubio y derrotado al ejército romano oriental en la batalla de Adrianópolis se habían dividido en dos grandes grupos: el dirigido por Fritigerno y los que seguían a Alateo y Safrax. Mientras que los primeros continuaron con el saqueo de la parte oriental de los Balcanes, los segundos optaron por atacar Panonia. El ejército occidental pudo detenerlos y en 381 Graciano acordó una paz separada con ellos y su asentamiento como aliados foederati en las provincias de Panonia Valeria, Secunda y Savia. Esto fue el inicio de la retirada del ejército romano de las defensas fronterizas en Panonia que, para los primeros años del gobierno de Honorio, habían quedado abandonadas y las tropas retiradas al interior de Dalmacia.

## Estado Mayor

Provincias de la diócesis de Panonia. El dux Valeriae ripensis estaba al mando de las tropas estacionadas en la fronteriza
Panonia Valeria

Contaba con un officium o Estado Mayor que coordinaba la estrategia y asumía el control administrativo y burocrático de las tropas. Estaba formado por los siguientes cargos:
- Un principe, máximo responsable del officium y de la ejecución de las órdenes del comes.
- Un numerarium que administraba las finanzas y se encargaba de los suministros y la paga a los soldados.
- Un commentariense, encargados de los registros y de la justicia criminal.
- Varios adiutores encargado de las cuestiones jurídicas civiles y que eran asistido por ayudantes (subadiuvae).
- Un Regerendari encargado del transporte y comunicaciones entre las unidades militares.
- Varios Exceptores que se aseguraban de que las órdenes del Estado Mayor eran entendidas y cumplidas por las unidades.
- Varios Singulares et reliquii officiales quienes eran el resto del personal que trabajaba en el Estado Mayor.

## Tropas a su mando

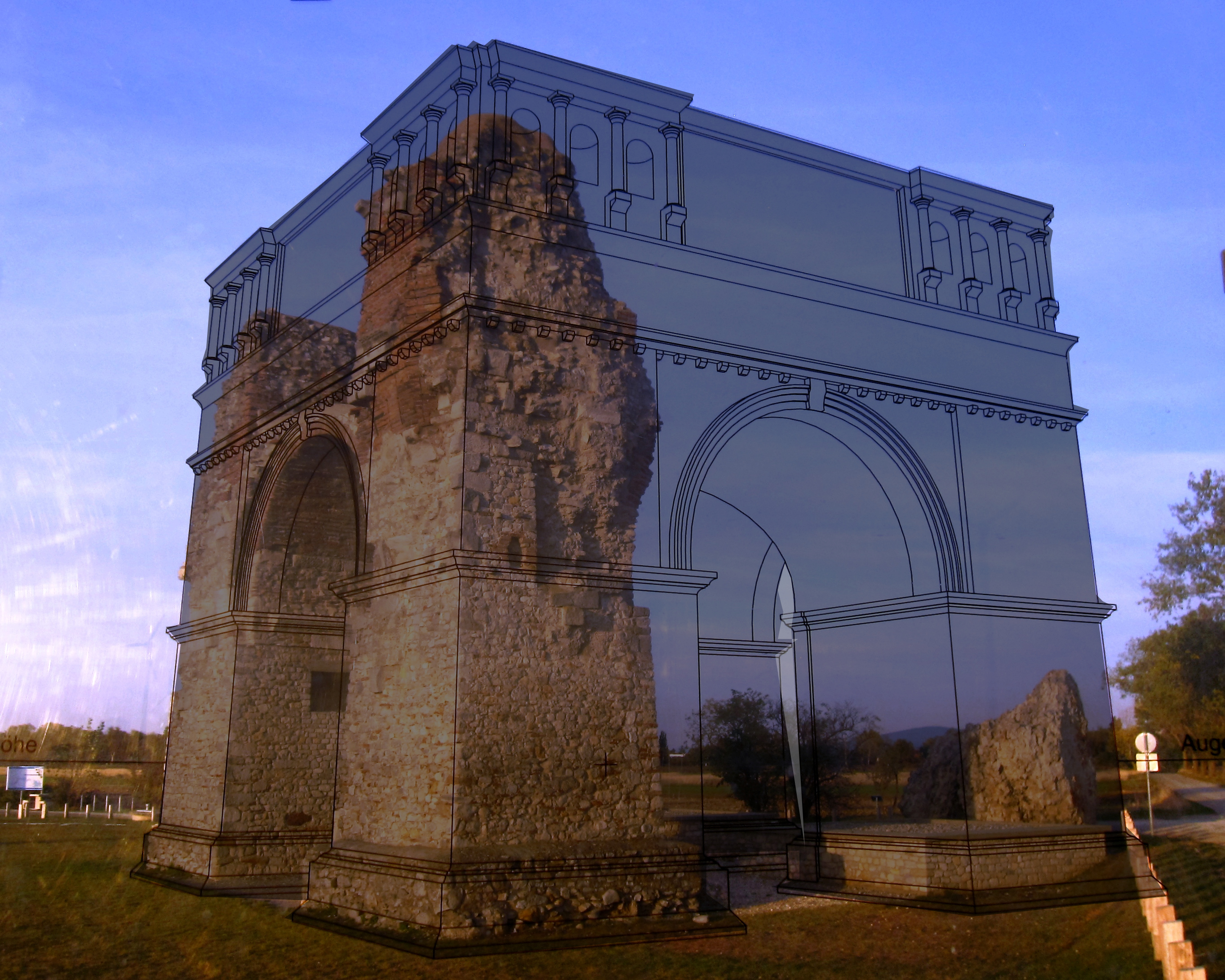
Restos del tetrápilo erigido en Carnutum (Deutsch-Altenburg) a mediados del para conmemorar las victorias contra los yacigios y los cuados.

El arqueólogo John Wilkes determinó que, en el momento de redactarse la Notitia dignitatum, el grupo de tropas a su cargo se componía de 42 unidades de infantería, caballería y naval:
A) 37 unidades estacionadas junto al Danubio entre las desembocaduras de los ríos Raba y Drava:
- Auxilia Ursarensia estacionados en Ad Statuas (Ács).
- Legio I Adiutrix estacionados en Brigetio (Szőny).
- Equites Dalmatae estacionados en Odiavum (Almásfüzitő).
- Equites promoti estacionados en Crumerum (Nyergesújfalu).
- Auxilia insidiatorum estacionados en Cardabiaca (Tokod).
- Cuneus equitum scutariorum estacionados en Solva (Esztergom).
- Equites Mauri estacionados, igualmente, en Solva (Esztergom).
- Equites Dalmatae estacionados en Castra ad Herculem (Pilismarót).
- Auxilia Herculensia estacionados, igualmente, en Castra ad Herculem (Pilismarót).
- Auxilia Ursarensia estacionados en Ponte Navata (Visegrád).
- Equites Dalmatae estacionados en Cirpi (Dunabogdány).
- Auxilia Fortensia estacionados, igualmente, en Cirpi (Dunabogdány).
- Legio II Adiutrix estacionados, también, en Cirpi (Dunabogdány).
- Equites Dalmatae estacionados en Castra Constantia (Szentendre).
- Legio II Adiutrix estacionados en Contra Constantiam (Felsőgöd).
- Legio II Adiutrix estacionados en Transaquincum (Pest).
- Legio II Adiutrix estacionados en Aquincum (Buda).
- Auxilia vigilum estacionados en Contra Aquincum (Pest).
- Equites Dalmatae estacionados en Campona (Nagytétény).
- Equites promoti estacionados en Matrica (Szászhalombatta).
- Equites Dalmatae estacionados en Vetus Salina (Adony).
- Cuneus equitum Dalmatorum estacionados en Intercisa (Esztergom).
- Cuneus equitum Constantinorum estacionados, igualmente, en Intercisa (Esztergom).
- Equites sagittarii estacionados, también en Intercisa (Esztergom).
- Equites Dalmatae estacionados en Annamatia (Baracpuszta).
- Equites Dalmatae estacionados en Lussonium (Dunakömlőd).
- Legio II Adiutrix estacionados, igualmente, en Lussonium (Dunakömlőd).
- Equites Dalmatae estacionados en Alta Ripa (Tolna).
- Legio II Adiutrix estacionados en Alisca (Öcsény).
- Cohorte estacionados, igualmente, en Alisca (Öcsény).
- Equites Dalmatae estacionados en Ad Statuas (Várdomb).
- Auxilia Ursarensia estacionados, también, en Ad Statuas (Várdomb).
- Equites Dalmatae estacionados en Lugio-Florentia (Dunaszekcső).
- Legio II Adiutrix estacionados, igualmente, en Lugio-Florentia (Dunaszekcső).
- Equites sagittarii estacionados en Contra Florentiam (Dunafalva).
- Cuneus equitum Fortensium estacionados, en Altium (Kölked).
- Equites sagittarii estacionados, igualmente, en Altium (Kölked).
- Equites Flavianenses estacionados en Ad Militare (Batina).
- Classis  Histricae flota fluvial con base en Florentia (Batina).

B) 5 unidades estacionadas en el interior de la provincia de Panonia Valeria:	
- Cohorte estacionada en Vicentia (Környe).
- Cohorte estacionada en Quadriburgium (Ságvár).
- Cohorte estacionada en Iovia (Alsóhetény).
- Cohorte estacionada en Mariana (Donji).
- Cohorte estacionada en Burgus Centenarius.

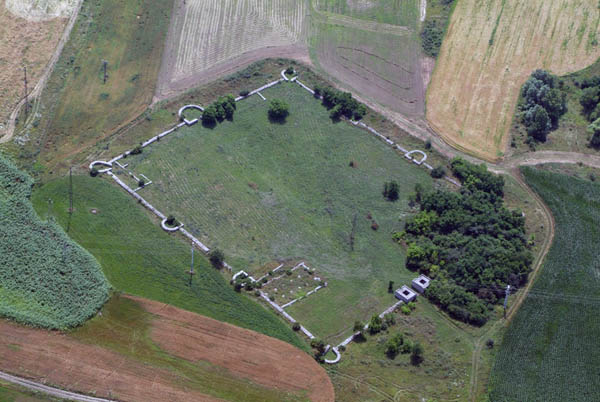
Foto aérea de los restos del campamento romano de Cardabiaca, base de los auxilia insidiatorum.
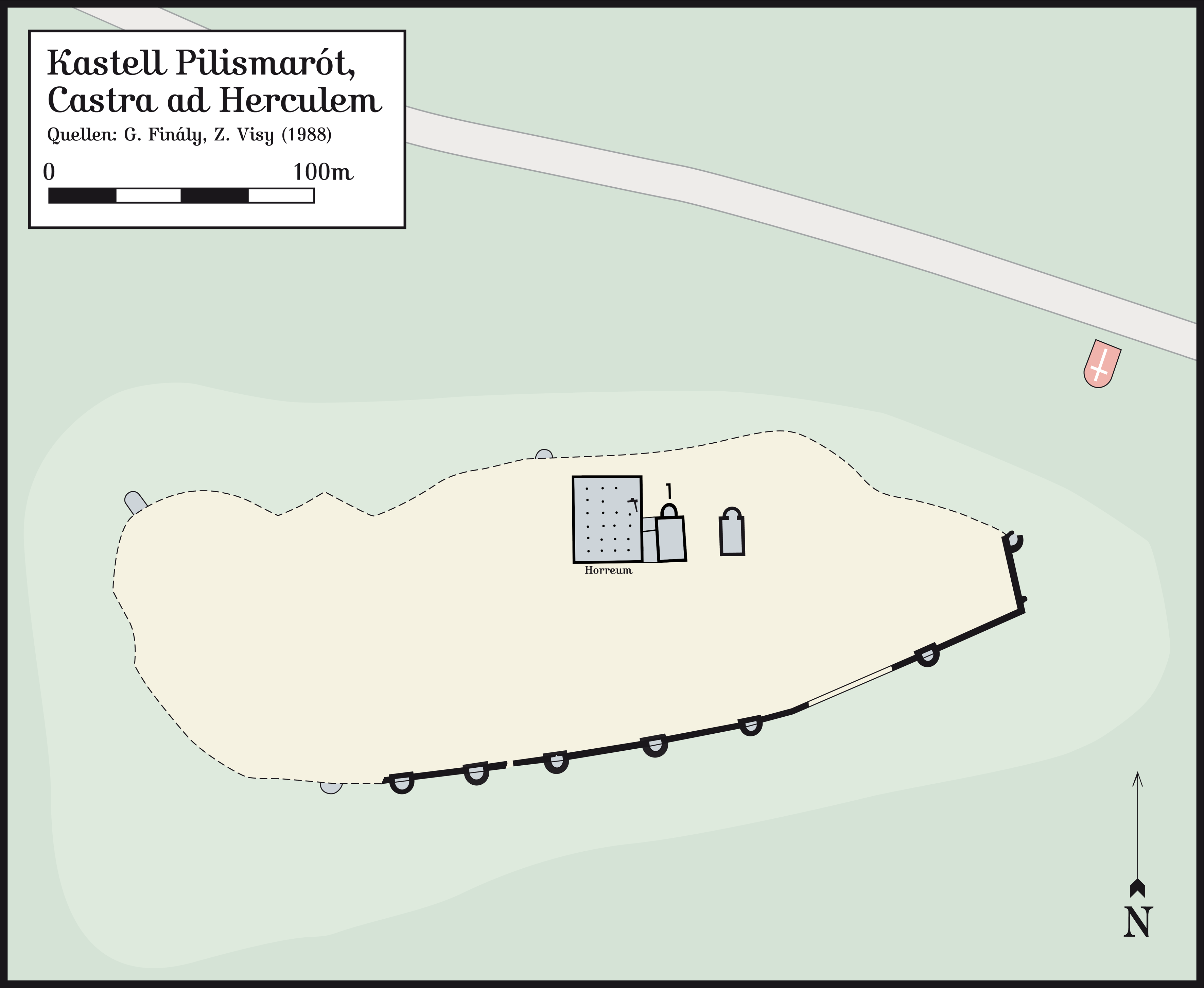
Recreación de Ad Herculem, el cuartel de los equites Dalmatiae.
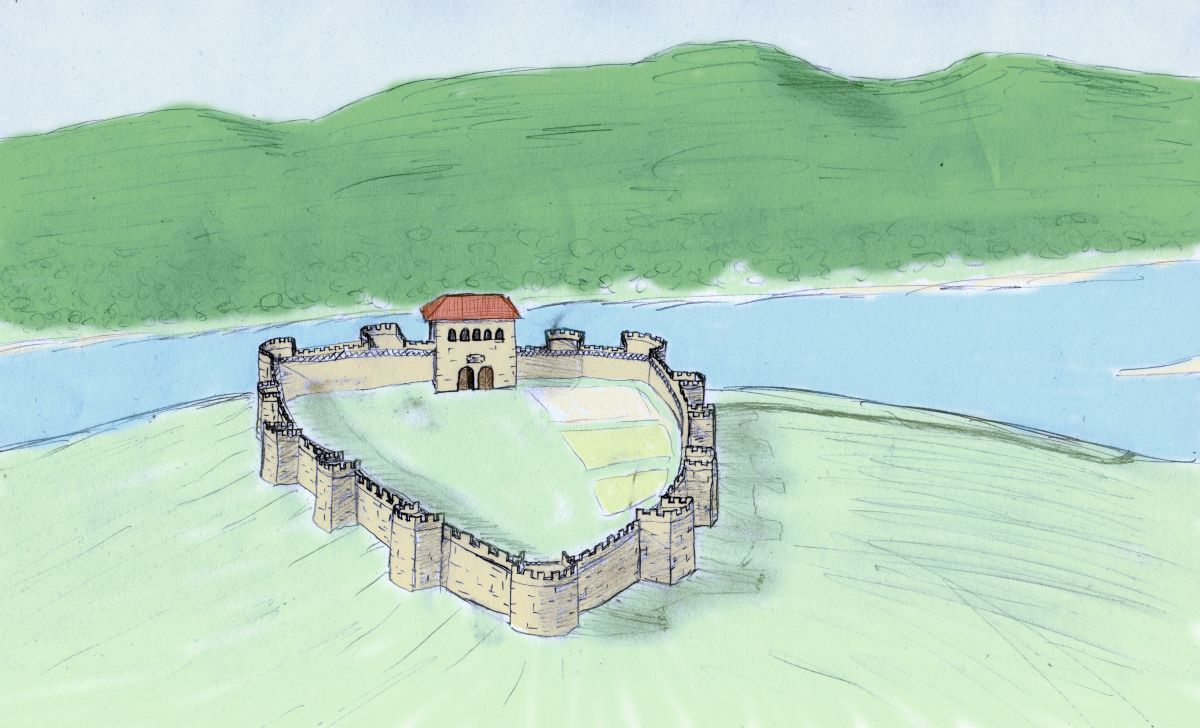
Recreación de Ponte Navata, el cuartel de los auxilia Ursarensia.
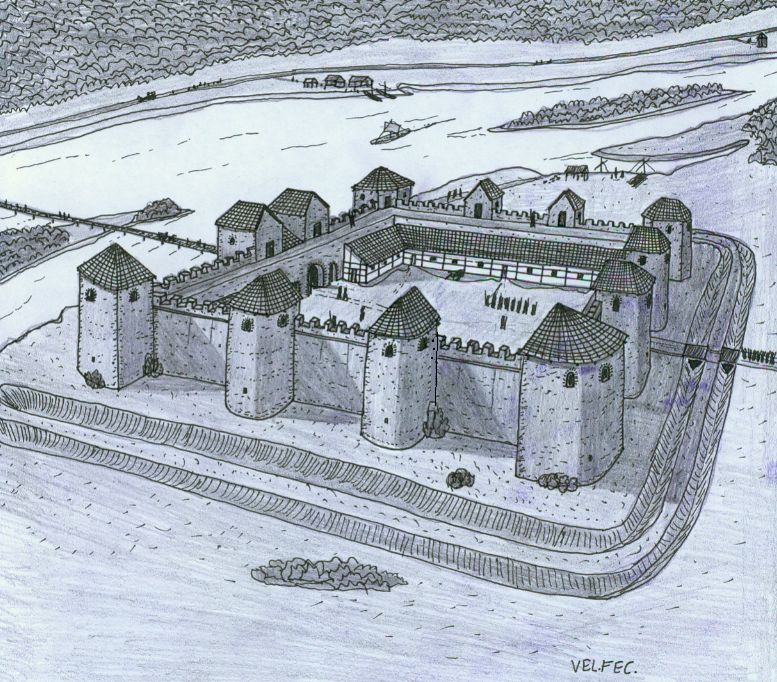
Recreación de Contra Aquincum (origen de la actual Pest), el cuartel de los auxilia vigilium.
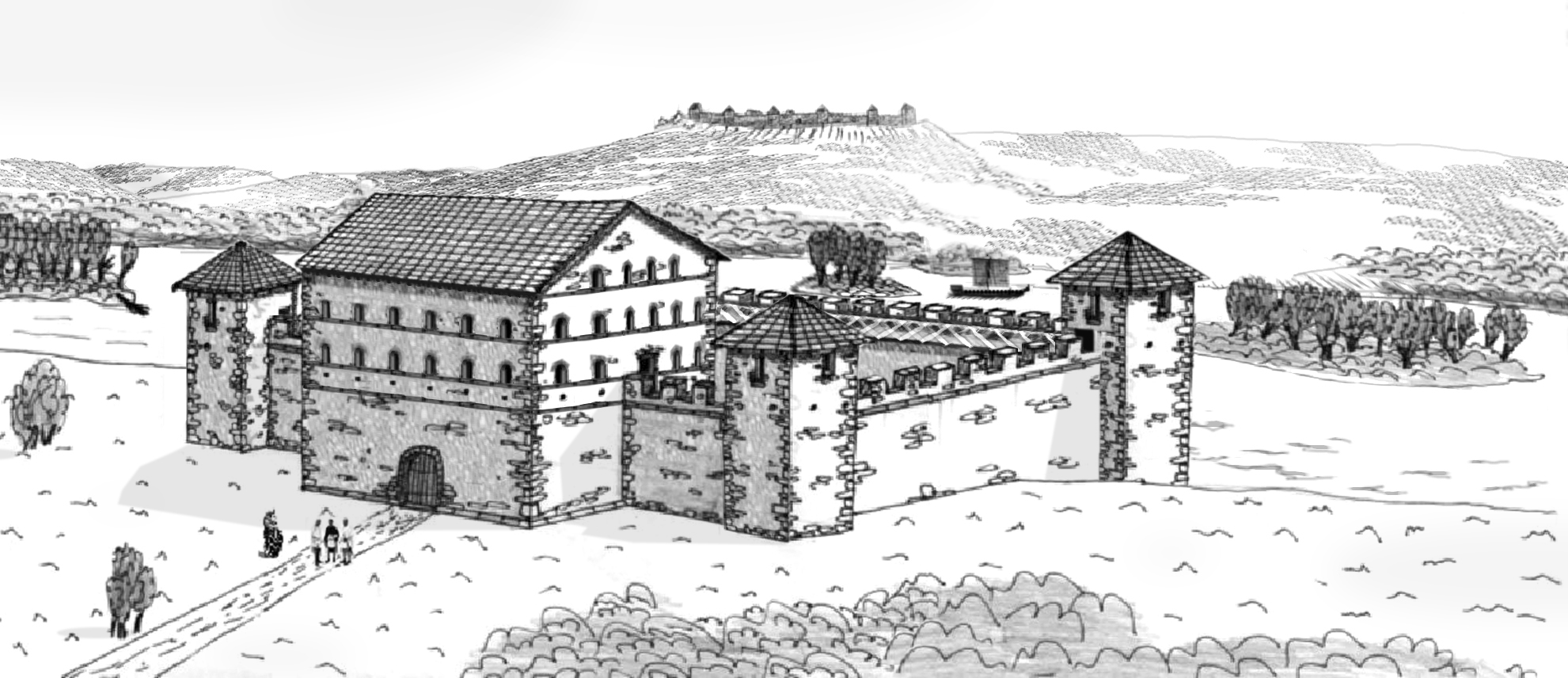
Recreación de Contra Florentiam, el cuartel de los equites sagittarii.

## Titulares conocidos
- (365-367) Augustiano.[6]
- (antes de 369) Terencio.[7]
- (373) Marceliano.[8]